# Heavy on My Heart
"Heavy on My Heart" é uma canção da cantora e compositora americana Anastacia, para o terceiro álbum de estúdio e homónimo Anastacia. Escrito por Anastacia, Billy Mann, a música fala da luta de Anastacia contra o câncer de mama. Essa música foi o quarto e ultimo single do seu terceiro álbum, que entrou no Top 20 da Itália, Espanha, Holanda e Hungria. A música teve uma versão francesa, intitulada "Trop Lourd Dans Mon Coeur" que significa "Muito Pesado No Meu Coração".

## Videoclipe
O vídeo foi dirigido por Ronald Vietz, e foi filmado em Bucareste, Romênia, entre os dias  26-29 Novembro de 2004. No vídeo, Anastacia é mostrada como um manequim, que se apaixona por outro manequim. Quando chega o refrão da música, os dois manequins criam vida e dançam na neve e se apaixonam. Mais quando o dia amanhece os dois estão sem vida e de volta a prateleira da loja, ao longo do vídeo, o dono da loja começa a desmontar todos os manequins de sua loja, para os atirar fora, todos os manequins são levados para um lixão, que queima todos os manequins da loja. Antes de derreterem totalmente, os manequins dão as mãos e derretem formando um coração. Ao longo do vídeo Anastacia é mostrada cantando em uma sala verde e escura, vestida toda de preto, como se fosse para representar o luto da morte dos manequins, Anastacia canta nessa sala representando o fato dela está sozinha.

## Faixas e formatos
| Europeu e Australiano CD single 1. "Heavy on My Heart" (Versão do Álbum) – 4:25 2. "Underground Army" (Versão do Álbum) – 4:18 3. "Trop lourd dans mon coeur" – 4:31 4. Special Thanks – 1:31 5. "Heavy on My Heart" (Vídeo) Europeu promocional 3" CD single 1. "Heavy on My Heart" (Versão do Álbum) – 4:25 2. "Underground Army" (Versão do Álbum) – 4:18 | Reino Unido CD single 1. "Heavy on My Heart" (Versão do Álbum) – 4:25 2. "Underground Army" (Versão do Álbum) – 4:18 3. "Trop lourd dans mon coeur" – 4:31 4. Special Thanks – 1:31 |

## Desempenho
| Tabelas Musicais (2005)        | Melhor posição |
| ------------------------------ | -------------- |
| Australian ARIA Singles Chart  | 55             |
| Ö3 Austria Top 40              | 29             |
| Belgian Ultratip 30 (Flanders) | 2              |
| Belgian Ultratip 30 (Wallonia) | 5              |
| Dutch Top 40                   | 16             |
| European Hot 100 Singles       | 40             |
| German Singles Chart           | 29             |

| Tabelas Musicais (2005)                 | Melhor posição |
| --------------------------------------- | -------------- |
| Hungarian Mahasz Singles Chart          | 7              |
| Irish Singles Chart                     | 32             |
| Italian FIMI Singles Chart              | 12             |
| Spanish PROMUSICAE Singles Chart        | 8              |
| Swiss Music Charts\|Swiss Singles Chart | 35             |
| UK Singles Chart                        | 21             |